# Тітов Михайло Миколайович
Тітов Михайло Миколайович (нар. 27.06.1973) — український підприємець, кримінальний авторитет, прізвисько «Мультик».

## Життєпис
Михайло Тітов народився 27 червня 1973 року, живе в Миколаєві. Засновник та власник компанії «Техноконтракт». Член злочинного угруповання «Прими-режисера».
З кінця 1990-х Тітов з особливою жорстокістю вбив двох кримінальних авторитетів, що намагались «працювати» на його території, за що отримав тюремний термін. Є фігурантом сайту «Миротворець», де його звинувачують у посібництві проросійським терористам на Донбасі.
За даними низки ЗМІ, Тітов після виборів 2010 року відповідав за отримання з місцевих бізнесменів «добровільних внесків» для Партії регіонів. Має тісні зв'язки з головою миколаївського відділення партії Опоблок Ігорем Дятловим.
Угруповання Тітова довгий час контролює як місцевий бізнес Миколаєва, так і деякі політичні партії та діяльність чиновників та правоохоронців в області. 2017-го року тодішній міністр інфраструктури України Володимир Омелян заявляв, що ключові підряди на ремонти доріг в регіоні контролює бандитська група Тітова.
29 серпня 2017 року СБУ затримала Тітова з чотирма «колегами», проти нього було відкрито кримінальну справу.
Тітову та іншим учасникам угруповання інкримінували тяжкі злочини:
- незаконне заволодіння транспортом,
- незаконне позбавлення волі, вимагання,
- незаконне поводження зі зброєю,
- перевезення та збут наркотичних засобів,
- заволодіння майном підприємств шахрайським шляхом в особливо великих розмірах,
- підробка документів.

Перший суд залишив під арештом всіх учасників ОЗУ без права на заставу. В березні 2018-го в СІЗО знайшли тіло Дмитра Леонова, основного свідка даної справи (за даними МВС, на його тілі не було явних ознак насильницької смерті. В листопаді 2018-го суд змінив Тітову запобіжний захід з тримання під вартою, дозволивши вийти під заставу, після чого він вийшов на свободу.
6 квітня 2020-го на Тітова було скоєно напад у дворі бізнес-центру, що належить його компанії, самого Тітова було поранено в голову. Він отримав одне наскрізне кульове поранення, коли куля влучила в шию і пройшла навиліт через щелепу.